# Tőkés Ernő
Tőkés Ernő (Berzova, 1883. június 7. – ?) erdélyi magyar református lelkipásztor, egyházi író.

## Életútja
Szászvároson, a Kuun Kollégiumban érettségizett (1903), Kolozsváron szerzett lelkészi diplomát a Református Teológián (1907). 1906–1907-ben segédlelkész Vulkánban, majd helyettes lelkész Tordoson (1907–1908), Székelykeresztúron (1908–1909), rendes lelkész Brassóban (1909–21). Közben az első világháború idején, 1916–18-ban tábori lelkész. 1921–40 között a bukaresti református egyházközség lelkipásztora, 1921-től esperes, 1924-ben a Királyhágómelléki református egyházkerület bukaresti ügyvivője. A bécsi döntések után elhagyta Bukarestet, Magyarországra, majd 1944-ben Nyugatra távozott.

## Munkássága
Írásai a Református Szemlében jelentek meg, ezekben az egyház szeretetszolgálatával, az ifjúsági munkával, az 1919–38 közötti időszak regáti szórványmissziójával foglalkozott.
Nemzetpolitika vagy néppolitika c. füzetét (Bukarest, 1937)  a  Romániai Magyar Kisgazdapárt adta ki.